# Pfalzgrafenweiler
Pfalzgrafenweiler – miejscowość i gmina w Niemczech, w kraju związkowym Badenia-Wirtembergia, w rejencji Karlsruhe, w regionie Nordschwarzwald, w powiecie Freudenstadt, siedziba wspólnoty administracyjnej  Pfalzgrafenweiler. Leży w Schwarzwaldzie, ok. 12 km na północny wschód od Freudenstadt, przy drodze krajowej B28.